# Adrian Carton de Wiart
Sir Adrian Paul Ghislain Carton de Wiart (Bruxelles, 5 maggio 1880 – Contea di Cork, 5 giugno 1963) è stato un generale e avventuriero belga naturalizzato britannico.
Spinto da un'irrefrenabile desiderio di avventura, prese parte a tutti i principali conflitti dalla fine del XIX secolo alla metà del XX, dalla seconda guerra boera alla seconda guerra mondiale. Ricevette molte decorazioni, fra cui la Victoria Cross, massima onorificenza al valore militare britannica. Subì innumerevoli ferite di guerra che lo portarono, fra l'altro, a perdere un occhio, un braccio e parte di un orecchio; la sua attività bellica non fu tuttavia particolarmente ostacolata da esse e rimase sempre attivo sui campi di battaglia, tanto che ricevette il soprannome di Unkillable Soldier (lett. "il soldato che non si può uccidere"). Sopravvissuto inoltre a diversi incidenti aerei e internato per due anni in Italia durante il secondo conflitto mondiale, fece da mediatore durante le trattative segrete con gli Alleati che portarono all'armistizio di Cassibile.

## Biografia

### Origini e prime attività

#### Famiglia ed educazione
Nacque nel 1880 da una famiglia aristocratica. Aveva origini estremamente composite: suo padre, Léon Constant Ghislain Carton de Wiart (1854-1915), era un rinomato avvocato, figlio di Zoe Ryan, una donna di origini inglesi e gallesi che aveva sposato il nonno omonimo, Adrian Bonaventure de Wiart (1816-1877). In seguito si sparse la voce che il giovane fosse in realtà un figlio illegittimo di Leopoldo II del Belgio, storia probabilmente opera dello stesso Adrian Carton de Wiart. Altro parente illustre era il cugino Henry Carton de Wiart, che ricoprì la carica di primo ministro belga nel 1920-21.
Nel 1886 i genitori divorziarono e la madre Ernestine Wenzig si risposò presto, e non ebbe quasi più contatti col figlio; altre fonti sostengono senza prove che sia in realtà morta. Léon Carton de Wiart, deciso a cambiare vita, si trasferì al Cairo, ottenendo infine nel 1907 la cittadinanza britannica. Il giovane Adrian rimase a Bruxelles, sotto tutela prima di una zia e poi della seconda moglie del padre, Mary James, una donna inglese che lo educò secondo la morale e i modi dell'era vittoriana insegnandogli anche la lingua inglese. Rimase fin da giovane sempre legato alla matrigna, in particolare dopo la scomparsa del fratellastro minore Maurice Carton de Wiart, nato nel 1895 e di cui si perdono le tracce nel 1920.

#### Seconda guerra boera

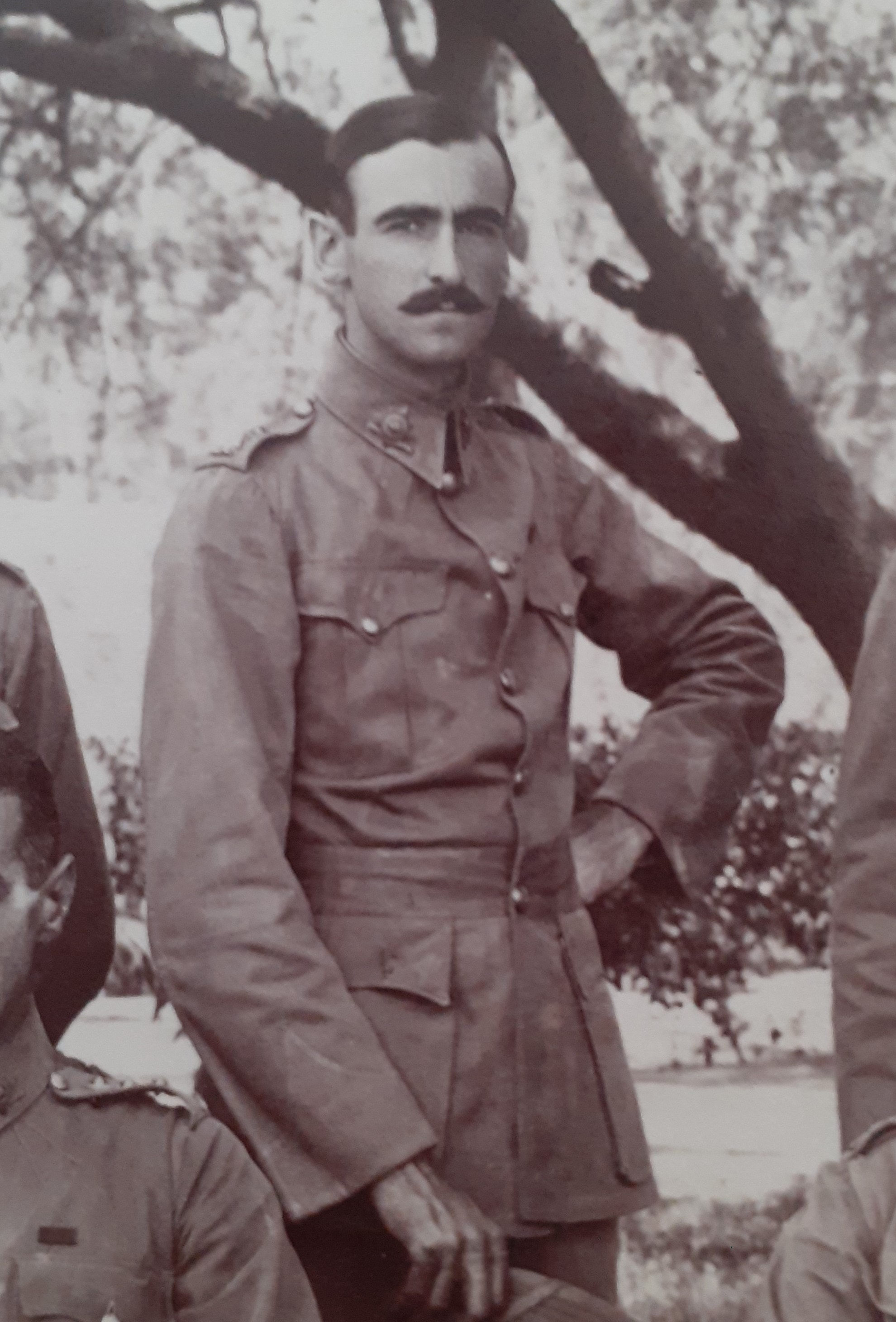
Adrian Carton de Wiart nel 1904, ritratto prima di subire le menomazioni che l'avrebbero contraddistinto

Raggiunto poi il padre in Egitto, Adrian imparò la lingua araba. Venne poi mandato in collegio in Inghilterra, e successivamente all'Università di Oxford. Portato fin da bambino all'attività fisica e all'avventura, interruppe gli studi per partecipare alla seconda guerra boera, incontrando la disapprovazione del padre e fuggendo di casa nel 1899.
Non essendo ancora cittadino britannico e temendo di essere respinto, si arruolò con false credenziali; molti anni dopo, nella sua autobiografia, affermò che se i britannici non lo avessero reclutato, pur di combattere, si sarebbe schierato coi boeri. Divenne ufficiale di complemento e subì le prime di una lunga serie di ferite, ricevendo un proiettile allo stomaco e all'inguine; venne quindi congedato e rimandato in Inghilterra. Dopo un breve periodo a Oxford nel 1901 riuscì a ripartire per il Sudafrica, nonostante il referto medico sfavorevole, impiegato infine col suo vero nome nel 2º reggimento cavalleggeri imperiali. Poco dopo divenne ufficiale regolare nel 4º reggimento dei dragoni della guardia, e trasferito in India poté praticare ampiamente una delle sue attività preferite: la caccia.
Dopo essere tornato in Sudafrica, dove ricoprì il ruolo di aiutante di campo del generale Sir Henry Hilyard, si trasferì definitivamente in Inghilterra. Quel periodo fu caratterizzato da numerosi viaggi, dall'ottenimento della cittadinanza britannica nel 1907 e dal matrimonio, nel 1908, con la contessa Frederike Fugger von Babenhausen, con cui ebbe due figlie, Anita e Maria Eleanora.

### La prima guerra mondiale
(Carton de Wiart nella sua autobiografia.)

#### Prime campagne
Allo scoppio della prima guerra mondiale nel 1914, Carton de Wiart si riarruolò subito e fu inviato in Africa, nel Somaliland, dove era in corso la rivolta dei Dervisci. Nel corso dei combattimenti fu ferito gravemente al viso, perdendo l'occhio sinistro e parte dell'orecchio, ricevendo per il suo coraggio il Distinguished Service Order, il primo di una lunga serie di riconoscimenti.
Trascorse un breve periodo di riposo in una clinica in Inghilterra, e gli venne regalato un occhio di vetro per rimpiazzare quello perduto; Carton de Wiart lo trovò tuttavia così scomodo da sbarazzarsene presto gettandolo dal finestrino di un taxi, preferendo indossare piuttosto una caratteristica benda nera. Nonostante fosse ormai menomato era ansioso di tornare a combattere, e ottenne di essere trasferito dal Somaliland in Europa: dal febbraio 1915 alla conclusione del conflitto combatté quindi sul fronte occidentale.
Distintosi come comandante di battaglione e di brigata, nel corso della guerra fu ferito altre otto volte, perdendo anche la mano sinistra durante la seconda battaglia di Ypres: rimasto gravemente ferito durante un bombardamento, chiese a un medico di amputargli le dita della mano, che considerava ormai troppo malconce per essere salvate; al rifiuto del medico, arrivò a staccarsene due a morsi, ottenendo poi che gli venisse amputata l'intera mano e parte del braccio. A questo punto i suoi uomini, con macabro senso dell'umorismo, gli affibbiarono il soprannome Nelson per la somiglianza della menomazione con quella del famoso ammiraglio dell'epoca napoleonica Horatio Nelson; Carton de Wiart era comunque già diventato estremamente famoso nelle file dell'esercito, e nei settori in cui prestava servizio il morale delle truppe era sempre altissimo.

#### La Victoria Cross
Nel 1916 nell'area della Somme, con il grado di tenente colonnello aggregato al reggimento Gloucestershire, dove comandava l'8º battaglione, Carton de Wiart condusse un'azione che gli valse il conferimento della più alta decorazione al valore militare britannica e del Commonwealth, la Victoria Cross. Spesso concessa alla memoria, dal 1856 - anno della sua istituzione - a oggi, la decorazione è stata conferita meno di 1 400 volte. La motivazione della decorazione è la seguente:
(Motivazione della Victoria Cross di Carton de Wiart.)
Curiosamente, tra tutte le medaglie ricevute, la Victoria Cross era quella che Carton de Wiart considerava la più "immeritata", tanto che non la menzionò mai nelle sue memorie ed era riluttante a parlarne, credendo che molti dei suoi sottoposti la meritassero ben più di lui.
Durante la battaglia della Somme partecipò attivamente anche ai combattimenti. Poteva ancora usare agevolmente la sua pistola, ma non si limitava a questo; essendo allora già menomato del braccio, per scagliare le granate utilizzava i denti per azionarle, lanciandole poi con l'unica mano rimastagli. Sempre durante la battaglia della Somme un proiettile lo colpì alla testa, trapassandola da parte a parte ma non colpendo né il cervello né la colonna vertebrale e lasciandolo così ancora in grado di combattere dopo un breve ricovero di tre settimane.

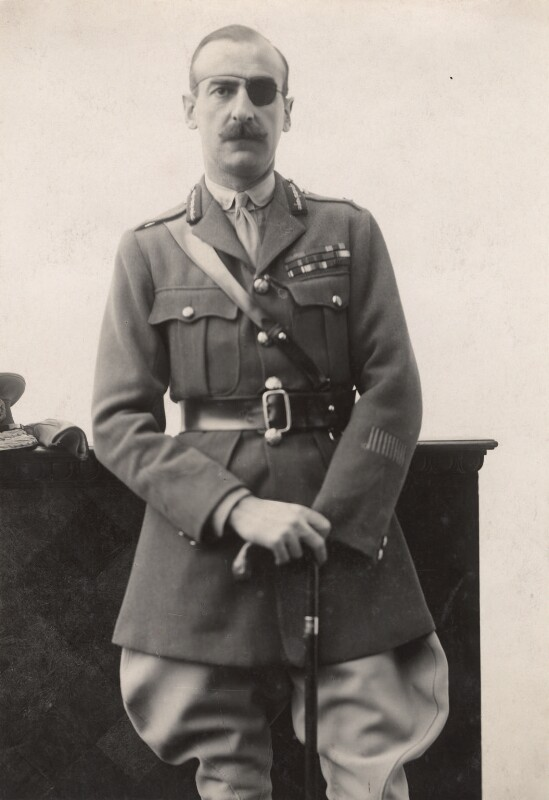
Adrian Carton de Wiart dopo la fine della prima guerra mondiale

Alla fine della prima guerra mondiale Adrian Carton de Wiart aveva perso il braccio sinistro, l'occhio sinistro e parte dell'orecchio sinistro, aveva riportato numerose ferite di vario tipo e per molti anni a venire si fece rimuovere periodicamente pezzi di shrapnel rimasti all'interno del suo corpo. La sua condotta e il suo stoicismo erano comunque universalmente apprezzati, servendo da ispirazione per tutto l'esercito britannico. Non venne tuttavia promosso generale (cosa che sarebbe comunque avvenuta anni dopo) perché ritenuto troppo avventato e pronto a esporsi al pericolo senza motivo.

### Il primo dopoguerra e la residenza in Polonia
Subito dopo la conclusione del conflitto, Carton de Wiart fece parte, assumendone successivamente il comando, della missione militare britannica presso la neocostituita Seconda Repubblica di Polonia. La situazione era assai confusa, poiché il governo polacco era in guerra con quasi tutti gli Stati vicini (Unione Sovietica, Repubblica Popolare Ucraina, Lituania e Cecoslovacchia); gli inglesi erano quindi interessati ad assistere la Polonia in funzione anti-comunista e stabilizzatrice, considerando Carton de Wiart l'uomo adatto per la delicata missione (nonostante per sua stessa ammissione egli conoscesse ben poco della Polonia).
Nel corso della missione ebbe contatti con Winston Churchill, allora segretario di Stato per la guerra, e con numerose personalità tra cui il nunzio pontificio Achille Ratti (futuro papa Pio XI), e il dittatore polacco Jozef Pilsudski, di cui divenne presto consigliere. Pur non trovandosi in un ruolo di combattimento, fedele al proprio personaggio Carton de Wiart venne fatto prigioniero dai lituani per un breve periodo dopo che il suo aereo era precipitato dietro le linee nemiche, e in un'occasione prese a revolverate un gruppo di cavalleggeri sovietici che stava assaltando il suo treno; nel corso dello scontro Carton de Wiart cadde dal treno ma riuscì a risalire a bordo poco dopo, il tutto sempre combattendo i nemici.
Alla conclusione del conflitto nel 1921 Carton de Wiart rassegnò le dimissioni dall'esercito col grado di maggior generale, prevedendo che il servizio in tempo di pace non fosse compatibile con le sue inclinazioni. Arrivato ad apprezzare la Polonia, decise di ritirarsi permanentemente nel paese, prendendo dimora fino al 1939 all'interno degli sconfinati possedimenti situati nella Polonia orientale (attuale Bielorussia) di un suo collaboratore polacco, il principe Karol Radziwiłł. Nella tenuta di Prostyń, all'interno delle paludi del Pryp"jat', per anni visse isolato dal mondo dedicandosi con entusiasmo alla caccia, con un carniere che eccedeva l'enorme cifra di 20 000 volatili, senza menzionare le altre specie che abitavano quella vasta area. Abitava in una casetta di legno sita in una zona quasi del tutto inaccessibile, recandosi solo raramente nei vicini villaggi per conversare coi locali e bere vodka.

### La seconda guerra mondiale

#### Invasione della Polonia
Col precipitare della situazione internazionale e l'ormai imminente invasione della Polonia, nell'estate del 1939 Carton de Wiart fu richiamato improvvisamente in servizio dai britannici per ricoprire ancora una volta il ruolo di capo della missione militare a Varsavia. Per la Polonia Carton de Wiart poté tuttavia fare ben poco, e allo scoppio delle ostilità nel settembre 1939 con la rapida avanzata dell'esercito tedesco dovette ritirarsi fino in Romania, allora paese ancora neutrale.
Durante la ritirata il convoglio britannico fu attaccato dalla Luftwaffe, ma Carton de Wiart sopravvisse. Riparato in Romania, sfuggì anche alla minaccia di arresto delle autorità rumene, ormai dichiaratamente filotedesche.

#### La campagna di Norvegia
Tornato a disposizione degli Alleati, nell'aprile 1940 Carton de Wiart assunse il comando del corpo di spedizione britannico che avrebbe dovuto occupare le città di Namsos e Trondheim in Norvegia, minacciate dall'invasione tedesca. L'operazione, a causa dell'assoluta improvvisazione logistica e degli ambigui obiettivi strategici di Londra, si risolse in un completo rovescio, e solo l'evacuazione per via navale salvò il corpo di spedizione dalla completa distruzione. L'aereo di Carton de Wiart venne intercettato da un velivolo tedesco, riuscendo tuttavia a effettuare un ammaraggio d'emergenza in un fiordo e permettendo ai passeggeri di fuggire; egli tuttavia considerava troppo rischioso salire a bordo di un gommone e attese semplicemente che l'aereo nemico si ritirasse, venendo infine salvato da una nave di passaggio.
A proposito della campagna, Carton de Wiart scrisse: «La guerra e la politica non andrebbero mischiate, un po' come il porto e lo champagne. Ma se non fosse per i politici non avremmo la guerra e, per quel che mi riguarda, avrei dovuto rinunciare a un'attività particolarmente piacevole.»

#### Prigionia in Italia

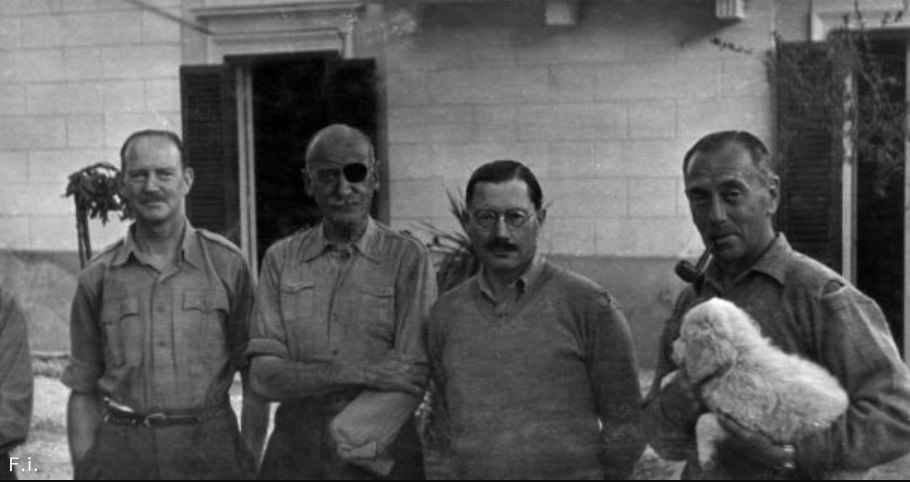
Alcuni generali britannici detenuti in Italia, da sinistra a destra: John Frederick Boyce Combe, Adrian Carton de Wiart, Edward Todhunter e Michael Gambier-Perry

Rientrato in patria, dopo un periodo di stanza in Irlanda del Nord e di riorganizzazione della 61ª divisione, Carton de Wiart fu selezionato come capo della missione presso la Jugoslavia nell'aprile del 1941. Diretto a Belgrado, l'aereo su cui viaggiava fu costretto all'ammaraggio lungo la costa della Libia, allora territorio italiano, dopo essere stato colpito dalla contraerea. Dopo aver raggiunto la costa a nuoto fu preso prigioniero dagli italiani, e internato al castello di Vincigliata. Non si diede tuttavia mai per vinto: dopo cinque tentativi di fuga andati a vuoto, nel marzo 1943 riuscì a eludere la sorveglianza fuggendo tramite una galleria scavata segretamente per mesi e passò otto giorni alla macchia prima di essere ricatturato a causa del suo aspetto distintivo.

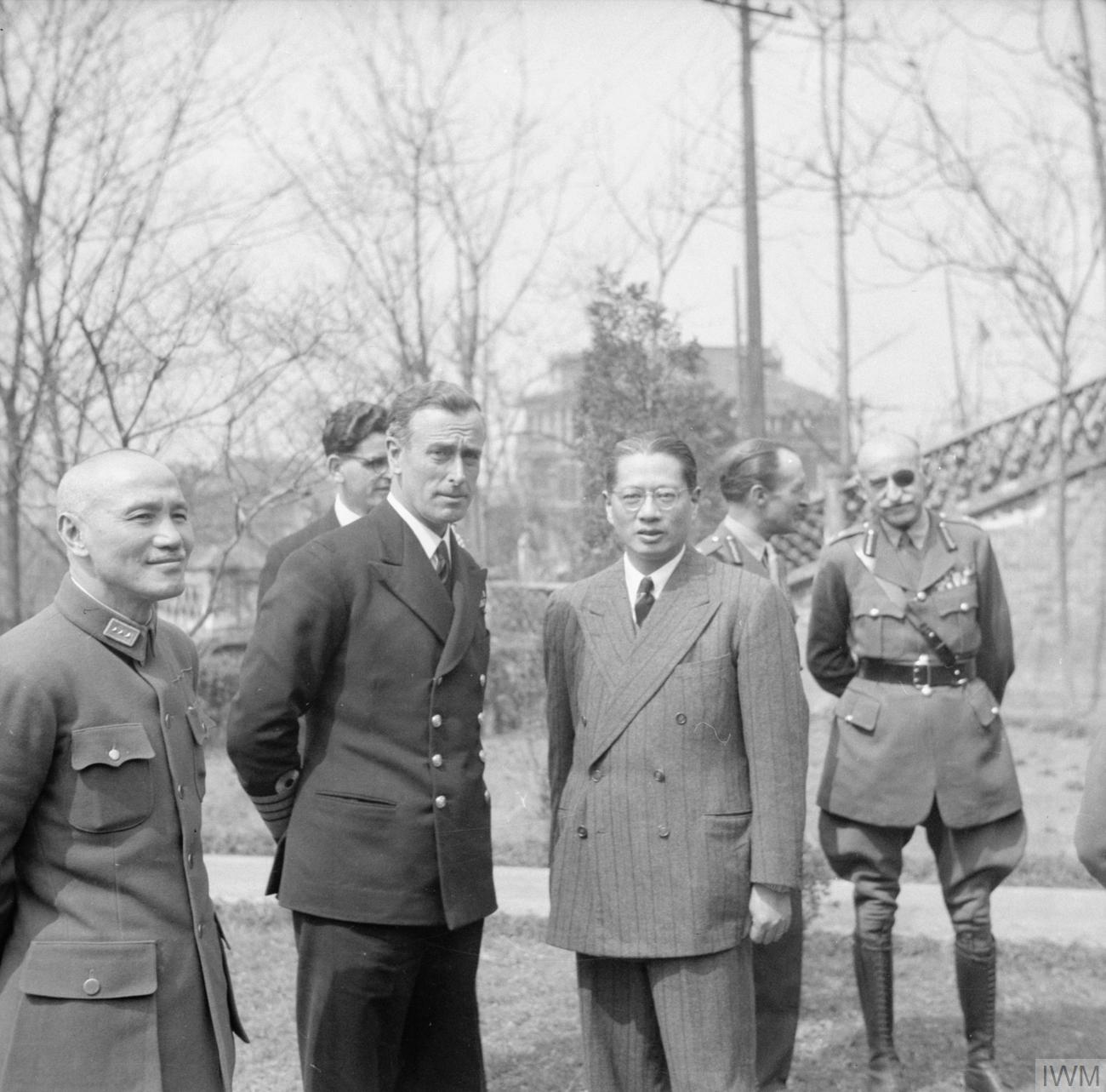
Lord Mountbatten in visita a Burma in veste di viceré d'India; a destra sullo sfondo è visibile sir Adrian Carton de Wiart, riconoscibile dalla benda sull'occhio

Riconosciuta la sua importanza, nell'agosto del 1943 fu condotto a Roma in quanto il generale Giacomo Zanussi lo volle con sé per contattare il comando anglo-americano a Lisbona, poiché non si avevano più notizie del generale Castellano inviato a trattare l'armistizio, con la promessa che dopo l'incontro sarebbe stato libero; e così fu. Contrattata a Lisbona la resa dell'Italia che sarebbe sfociata di lì a poco nell'armistizio di Cassibile, Carton de Wiart fu quindi liberato e rientrò in Inghilterra.

#### La missione in Cina
Verso la fine del 1943 Carton de Wiart fu scelto per l'ultima missione di carattere tecnico e diplomatico della sua lunga carriera. Come rappresentante personale del primo ministro Winston Churchill, fu inviato in Cina presso il governo nazionalista guidato da Chiang Kai-shek.

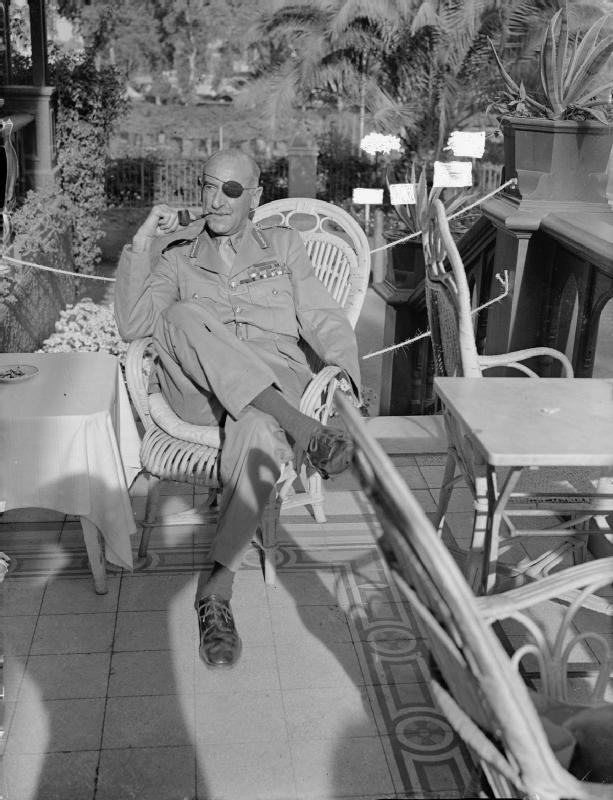
Sir Adrian Carton de Wiart durante gli anni della vecchiaia, qui ritratto mentre fuma la pipa

Nel corso della guerra civile cinese, che vedeva contrapposti i nazionalisti ai comunisti di Mao Zedong, rafforzò il proprio sentimento anticomunista, peraltro già sviluppatosi negli anni trascorsi in Europa orientale. Durante uno dei suoi numerosi trasferimenti sul teatro asiatico, scampò a un ennesimo incidente aereo. Nel 1944 fu promosso al grado di tenente generale, culmine della sua lunga carriera. Poté assistere all'atto di capitolazione giapponese a Singapore nel 1945, che segnò la fine del conflitto mondiale. Rimase in servizio fino al 1947, quando venne infine congedato. Mentre stava rientrando in Inghilterra, durante lo scalo a Rangoon cadde rovinosamente da una rampa di scale rompendosi alcune vertebre, ma sopravvisse anche a quest'ultimo incidente.

### Ultimi anni
Dopo la guerra, Carton de Wiart decise di trascorrere gli anni del pensionamento nella contea di Cork in Irlanda. Dopo la morte della moglie, nel 1951 sposò una donna di venticinque anni più giovane, Ruth Sutherland (1903-2006). Fedele alle abitudini di tutta una vita, si dedicò con entusiasmo alla caccia al beccaccino e alla pesca del salmone, pubblicando nel 1950 la sua biografia, intitolata Happy Odissey (Odissea felice), la cui prefazione fu scritta dall'ormai caro amico Winston Churchill.
Nonostante le numerose ferite e traumi riportati durante tutta la sua vita, morì all'età di 83 anni il 5 giugno 1963, e riposa nel cimitero parrocchiale di Killinardish, contea di Cork.

## Nella cultura di massa
La figura di Adrian Carton de Wiart ha inevitabilmente affascinato i contemporanei e i posteri. Lo scrittore britannico Evelyn Waugh ha basato il personaggio del brigadiere Ben Ritchie-Hook della trilogia Sword of Honour proprio su di lui, mentre il gruppo rock-metal svedese dei Sabaton gli ha dedicato una canzone, The Unkillable Soldier, contenuta nel loro album The War to End All Wars (2022).

## Onorificenze

### Onorificenze britanniche
Secondo l'uso britannico, nel corso della propria carriera il generale Carton de Wiart poté aggiungere le seguenti lettere dopo il cognome: VC KBE CB CMG DSO. Tali acronimi corrispondono alle seguenti decorazioni e gradi di ordini cavallereschi: Victoria Cross, Order of the British Empire, Order of the Bath, Order of St Michael and St George, Distinguished Service Order.